# Unzulässige Wahlbeeinflussung
Unzulässige Wahlbeeinflussung bezeichnet interessengeleitete Versuche, unter Verstoß gegen Wahlrechtsgrundsätze (z. B. Freiheit, Gleichheit und Allgemeinheit der Wahl) das Ergebnis von Wahlen zu beeinflussen. Die Maßnahmen können auf verschiedenen Ebenen des Wahlprozesses ansetzen (Wahlgesetzgebung, Wahldurchführung, Wähler).
Unter unzulässiger Wahlbeeinflussung werden hier nur Handlungen verstanden, die zumindest formal mit der jeweils geltenden (Wahl-)Rechtsordnung in Einklang stehen. Für gesetzwidrige Handlungen zur Beeinflussung von Wahlergebnissen (Wahlbetrug, Wahlmanipulation) siehe: Wahlfälschung. Die Grenzen von so verstandener unzulässiger Wahlbeeinflussung zu zulässiger Wahlbeeinflussung (Wahlkampf, Notwendigkeit der Festlegung konkreter Wahlbestimmungen) einerseits und zur Wahlfälschung andererseits sind mitunter nicht genau bestimmbar.

## Demokratische Grundsätze
Wesentliches Merkmal eines demokratischen Rechtsstaates sind freie Wahlen, bei denen konkurrierende Parteien oder Wählervereinigungen gemäß rechtsstaatlich erlassenen Gesetzen eine Stimmenmehrheit anstreben. Hierfür haben sich Wahlrechtsgrundsätze (allgemeine, freie, gleiche und geheime Wahl, transparente Wahldurchführung) herausgebildet, die allgemeine Maßstäbe für Wahlen darstellen.
Die Grenzen zwischen demokratischen Rechtsstaaten und undemokratischen Staaten sind in der Praxis fließend. Ein wichtiger Maßstab für die Beurteilung von Rechtsstaatlichkeit und Demokratie sind Art und Weise der Durchführung von Wahlen, für die sich international eine Reihe als Merkmal demokratischer Wahlen angesehene Standards durchgesetzt haben, etwa:
- Wahlberechtigt sind alle Staatsbürger eines Gebietes ab einer bestimmten Altersgrenze.
- Die Wähler sind in ihrer Wahlentscheidung frei; sie dürfen diese Entscheidung geheim treffen.
- Alle Regeln der Wahl werden vorab festgelegt und ihre Ausführung, vor allem Stimmabgabe und Ermittlung des Wahlergebnisses, wird unabhängig überwacht.

## Einteilung von Wahlbeeinflussungen
Es gibt verschiedene Umstände, die Wahlen das Prädikat rechtsstaatlich und demokratisch nehmen können.
Ausgehend vom rechtlichen Status der unzulässigen Wahlbeeinflussung kann man unterscheiden:
- Methoden, die explizit gegen die geltenden Wahlgesetze verstoßen (siehe Wahlfälschung#Methoden der Wahlfälschung),
- Methoden, die unterhalb eines direkten Verstoßes der Wahlgesetze liegen, diese umgehen oder unterlaufen,
- Verstöße des Gesetzgebers gegen demokratische Standards sowie andere staatliche Akte, die formal gesetzeskonform sind, aber vorrangig dem Zwecke der Bevorzugung bestimmter Wahlteilnehmer dienen.

Die Zulässigkeit von Maßnahmen, die die letzten beiden Punkte betreffen, ist im Einzelfall häufig umstritten.
Ausgehend von den eingesetzten Mitteln und Verfahren lassen sich unzulässige Wahlbeeinflussungen zu folgenden Gruppen zusammenfassen:
- Beeinflussung des Wählers im Umfeld des Wahlorts durch Flyer, Plakate usw.
- Veränderung des Ergebnisses von demokratisch durchgeführten Wahlen (Wahlfälschung),
- Beeinflussung der Stimmabgabe durch Täuschung der Wähler,
- Entzug des Wahlrechts durch bürokratische Maßnahmen,
- Verhinderung oder Beeinflussung der Stimmabgabe bestimmter Wählergruppen durch Androhung bzw. Anwendung von Gewalt,
- Verhinderung eines fairen Wahlkampfs, z. B. durch staatliche Eingriffe in die Berichterstattung durch Medien,
- Wahl durch Stellvertreter, insbesondere bei Briefwahlen (Wahlbetrug).

Hybride Bedrohungen und Wahlbeeinflussung
Vermehrt diskutiert auf der nationalen, aber auch auf der europäischen Ebene wird aktuell zudem die Wahlbeeinflussung durch ausländische Staaten als Teil hybrider Bedrohungen, die von diesen ausgehen. Der Rat der EU hat dazu im Mai 2024 seinen Beschluss: "Demokratische Resilienz: Rat nimmt Schlussfolgerungen zum Schutz von Wahlprozessen vor ausländischer Einflussnahme" angenommen.
In diesen Schlussfolgerungen hat der Rat der EU zur demokratischen Resilienz und dem Schutz von Wahlprozessen vor allen Formen ausländischer Einflussnahme Positionen angenommen. Angesichts der Tatsache, dass im Jahr 2024 weltweit Milliarden von Bürgerinnen und Bürgern zur Stimmabgabe aufgefordert sind – so auch bei den Wahlen zum Europäischen Parlament –, wird in den Schlussfolgerungen hervorgehoben, dass die demokratische Resilienz weiterhin ein zentrales Thema auf der Agenda des Rates bleibt.
In einem sich wandelnden Sicherheitsumfeld sind Demokratien mit neuen Herausforderungen konfrontiert, da böswillige Akteure immer häufiger hybride Taktiken einsetzen, um Wahlprozesse zu untergraben, ihre Legitimität infrage zu stellen und Menschen von der Stimmabgabe abzuhalten. Neben der Manipulation von Informationen durch ausländische Akteure, die stark zunimmt, können zu hybriden Kampagnen auch böswillige Cyberaktivitäten und andere Elemente gehören wie die Nutzung künstlicher Intelligenz und der Einsatz von Deep Fakes.
Das vom Rat angenommene Dokument mit seinen Schlussfolgerungen enthält dazu detaillierte Ausführungen und Handlungsvorschläge.

## Methoden zur Wahlbeeinflussung
Wahlen können durch zahlreiche Methoden verfälscht werden, die in unterschiedlichen Phasen ansetzen.

### Vor der Wahl

#### Wahlrecht
Bereits über die Ausgestaltung des Wahlrechts werden die Erfolgschancen verschiedener Kandidaten und Gruppierungen beeinflusst. Idealerweise wird eine Entscheidung über das anzuwendende Wahlrecht innerhalb der allgemeinen Wahlrechtsgrundsätze allein nach staatspolitischen Erwägungen (Repräsentation des Wählerwillens, Funktionsfähigkeit des Regierungssystems) getroffen. Wird das Wahlrecht in einem bestehenden politischen System modifiziert, ist jedoch oft absehbar, welche politische Gruppierung(en) von einer bestimmten Neuregelung profitieren würde(n). Eine Änderung des Wahlrechts mit dem Zweck, bestimmte politische Gruppierungen zu bevorzugen, kann als unzulässige Wahlbeeinflussung angesehen werden. Mögliche Parameter sind:
- Wahlmodus: Bei Persönlichkeitswahlen bevorzugt ein Wahlsystem mit einem Wahlgang, bei dem Kandidaten mit relativer Mehrheit gewählt werden, große Einzelparteien (im Vergleich zum Wahlsystem mit absoluter Mehrheit mit möglicher Stichwahl). Bei Parlamentswahlen bevorzugt das Mehrheitswahlrecht im Vergleich zum Verhältniswahlrecht in starkem Maße große Parteien. Da es in Parlamenten meist für stabile, handlungsfähige Mehrheiten sorgt, ist es trotzdem weit verbreitet.
- Sperrklausel: Ähnlich ist es bei der Sperrklausel, bei der Parteien, die bei einer Verhältniswahl nicht einen bestimmten Stimmenprozentanteil erreichen, bei der Sitzzuteilung nicht berücksichtigt werden. Eine Sperrklausel erleichtert die Mehrheitsfindung in einem Parlament, benachteiligt aber kleine Parteien zugunsten der etablierten, großen Parteien.
- Sitzzuteilungsverfahren: Bei der Umrechnung von Stimmenzahlen in Sitzzahlen kann das D’Hondt-Verfahren große Parteien leicht bevorzugen, während das Hare/Niemeyer-Verfahren oder das Sainte-Laguë-Verfahren sich neutral gegenüber der Größe der Partei verhalten. Wird eines der Verfahren auf Teilwahlgebiete jeweils separat angewendet oder in einem mehrstufigen System hintereinandergeschaltet, kann die Abweichung erheblich sein.
- Wahlkreise: Wahlkreise können bei Wahlen im Mehrheitswahlrecht so zugeschnitten werden, dass möglichst viele genehme Kandidaten gewählt werden. Eine einfache Möglichkeit hierfür ist die Bildung von gemessen an der Zahl der Wahlberechtigten unterschiedlich großen Wahlkreisen. Gebiete mit oppositioneller Mehrheit werden in relativ wenige, große Wahlkreise eingeteilt, so dass nur wenige Oppositionskandidaten ins Parlament entsandt werden. Weniger auffällig ist es, demografische Verschiebungen zwischen Wahlkreisen im Zeitablauf nur dann durch eine Wahlkreisreform auszugleichen, wenn sie für die regierende Partei schädlich sind. Wenn eine solche Praxis gesetzlich unterbunden wird, kann man gleich große Wahlkreise so bilden, dass die genehmen Kandidaten voraussichtlich relativ knappe, aber doch sichere Mehrheiten erreichen, und übrig bleibende ‚oppositionelle‘ Gebiete zusammengefasst werden. Damit können viele Anhänger der Opposition ihre Stimme nur einem Kandidaten geben, der sowieso schon gewählt ist. Dieses umstrittene Verfahren wird in den USA als Gerrymandering bezeichnet.

Da bei der Festlegung eines Wahlrechts eine konkrete Regelung gesetzlich fixiert werden muss, die nahezu unweigerlich einigen politischen Gruppierungen ungünstiger erscheinen mag als anderen, sind hier die Grenzen zwischen unparteiischer und interessengeleiteter Entscheidung zwangsläufig undeutlich.

#### Kandidaten
Bei manchen Wahlen versucht die Regierung, aussichtsreiche Oppositionskandidaten an der Teilnahme an der Wahl zu hindern. Dafür gibt es verschiedene Möglichkeiten:
- Gesetzlich vorgesehene Auswahlverfahren: So müssen im Iran Kandidaten durch den so genannten Wächterrat gebilligt werden.
- Sondergesetze, die vor der Wahl eingeführt werden und das passive Wahlrecht an neue Bedingungen knüpfen, die speziell ausgewählt wurden, um bestimmte Oppositionskandidaten auszuschließen.
- Kriminalisierung: Ein Kandidat wird eines Vergehens angeklagt und durch ein nicht ausreichend unabhängiges Gericht verurteilt. Da in vielen Ländern bei Verurteilungen wegen gewisser Delikte automatisch oder optional auch das passive Wahlrecht verloren geht, kann der Kandidat nicht an der Wahl teilnehmen, selbst wenn er nicht ins Gefängnis muss.
- Üble Nachrede / Verleumdung: Ein Kandidat oder eine Partei wird ohne ausreichende Begründung oder Vorlage von tatsächlichen Beweisen (Einzelperson: Rechtskräftige Verurteilungen, Mitgliedschaft bei verbotenen Gruppierungen, rechtswidrige Handlungen, Verfolgung von links-/rechtsgerichtetes Gedankengut) aus nachweislich politischen Motiven (mündlich/schriftlich) stigmatisiert oder denunziert, um die mutmaßliche Wählerschaft davon abzubringen, die betroffene Einzelperson oder Partei zu wählen.
- Einschüchterung: Unliebsamen Kandidaten werden mit der Drohung körperlicher Gewalt, tatsächlicher körperlicher Gewalt oder der Drohung mit sonstigen Nachteilen (Verlust des Arbeitsplatzes, Sanktionen gegen Verwandte) zum Rückzug ihrer Kandidatur gebracht.
- Inhaftierung oder Mord: Wenn andere Mittel nicht greifen, könnten aussichtsreiche Kandidaten auch ohne Vorwand eingesperrt oder sogar ermordet werden, wie Benigno Aquino durch das Regime von Ferdinand Marcos.

#### Wähler
Wahlen können unter dem Einfluss von Personen oder Interessengruppen stehen, indem versucht wird, Wähler mit unliebsamen Meinungen an der Wahl zu hindern und genehme Wähler möglichst zu unterstützen oder sogar Scheinwähler zu erzeugen:
- Zielgerichteter gesetzlicher Ausschluss bestimmter Wählergruppen, etwa durch zielgerichtete Festlegung des Wahlmindestalters oder besonders strenge Anforderungen an die Staatsbürgerschaft (z. B. Ausschluss nationaler Minderheiten). Historisch fällt hierunter auch das Zensuswahlrecht, bei dem nur vermögende Bürger wahlberechtigt sind.
- Streichen von Wählern, die vermutlich nicht die gewünschte Entscheidung treffen würden, aus den Wählerlisten. Es ist bei den Präsidentschaftswahlen in den USA 2000 der Vorwurf erhoben worden, dies sei im Rahmen der Streichung angeblich straffällig gewordener Wähler in Florida geschehen.
- Es kann vermeintlich unliebsamen Wählern erschwert werden, sich in die Wählerlisten einzutragen.
- Anforderung von Briefwahlunterlagen für demente und geistig behinderte Menschen, an deren Stelle Angehörige, Betreuer oder Bedienstete von Alten- und Pflegeheimen die Abstimmung vornehmen.
- Einschüchterung unliebsamer Wähler, zum Beispiel durch Androhung körperlicher Gewalt oder administrativer Maßnahmen.
- Einführung nicht objektiver Wahlvoraussetzungen, mit deren Hilfe durch parteiische Anwendung unliebsame Wähler ausgesondert und genehme Wähler akzeptiert werden können.
- Stimmen können regelrecht gekauft werden. Dies ist besonders in der Dritten Welt üblich, wo Wählern für die ‚richtige‘ Stimmabgabe ein kleiner Geldbetrag oder Nahrungsmittel versprochen werden.

Unterhalb der Schwelle direkter Eingriffe in den Wahlprozess kann die Stimmabgabe auch durch gezielte Behinderungen beeinflusst werden. So lässt sich die Stimmabgabe in den Wahllokalen eines Stadtviertels oder einer Region, die als Hochburg des Gegners gilt oder durch ihre soziologische Zusammensetzung als solche vermutet werden kann, verhindern oder erschweren.
Methoden die Stimmabgabe in einzelnen Gebieten zu hindern sind:
- Flugblätter oder Telefonanrufe mit falschen Informationen über den Wahltermin,
- ungenügende Zuteilung von Wahlhelfern, Wahlkabinen oder Wahlcomputern um lange Warteschlangen zu provozieren,
- ungünstige Lage und geringe Anzahl von Wahllokalen,
- externe Störungen des Wahlprozesses, z. B. durch Bombendrohungen in einem Wahllokal,
- bewusst herbeigeführte oder tolerierte technische Probleme an Wahlcomputern,
- getrennte Wahllokale für „Ja“- und „Nein-Stimmen“, wie z. B. beim Referendum im Iran 1953.

Diese Maßnahmen laufen darauf hinaus, die Unannehmlichkeiten der Stimmabgabe zu erhöhen oder die Stimmabgabe von Wählern über den Zeitpunkt der Schließung der Wahllokale zu verzögern.
Besonders effektiv wäre diese Form der Manipulation in Ländern, in denen nicht an einem arbeitsfreien Tag gewählt wird (Bsp.: USA, Kanada, Niederlande). Hier hätten die Wähler unter Umständen nicht genug Zeit zu warten, bis sie wählen können.
Einige dieser Methoden können quasi straffrei angewandt werden, da die Beeinflussung verdeckt erfolgt, die Verantwortlichen unklar bleiben oder man ihnen z. B. nur schlechte Organisation, aber keine Verfehlung im rechtlichen Sinne nachweisen kann. Auch wenn letzteres ggf. für Wahlorganisatoren möglich ist, reicht dies oft nicht zur Anfechtung des gesamten Wahlergebnisses aus.

#### Berichterstattung
In vielen Ländern ist es gängige Praxis, durch staatlichen Einfluss in den Massenmedien die Regierung besonders viel und positiv zu erwähnen und die Opposition kaum und dann vorzugsweise kritisch. Probleme im Land werden gerade vor Wahlen möglichst totgeschwiegen.
Diese Art der Manipulation hat einen gleitenden Übergang zur legitimen Berichterstattung, und es ist nicht immer klar, ob tatsächlich ein Manipulationsversuch vorliegt.

### Bei der Wahl
Wahllokal

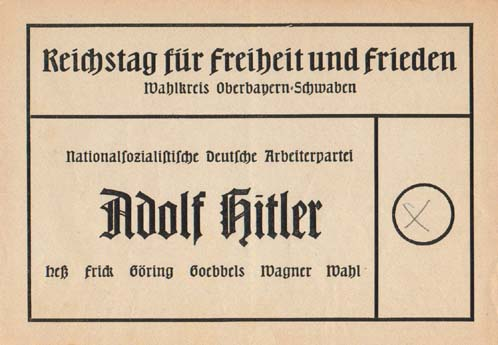
Stimmzettel aus dem Dritten Reich zur Reichstagswahl 1936 mit nur einer Wahlmöglichkeit (Stimmrecht in der Zeit des Nationalsozialismus)

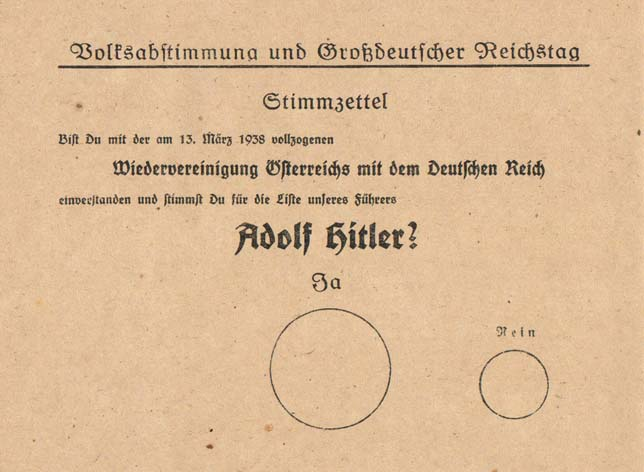
Stimmzettel zur Volksabstimmung über den Anschluss Österreichs an das Deutsche Reich 1938: Über die Größe der Kreise wird die gewünschte Entscheidung vorgegeben

- Im Bereich des Eingangs das Wahllokals, am Gebäude des Wahllokals oder im Gebäude selbst wird unzulässige Wahlpropaganda ausgelegt. Dies kann in Form von Flyern, Aufklebern oder Plakaten geschehen.

Wahltag
- Der Wahltag ist Arbeitstag. In diesem Fall wird denjenigen die Wahl erschwert, die arbeiten müssen (also insbesondere Arbeitnehmer).

Standorte von Wahllokalen
- Die Standorte von Wahllokalen können so ausgewählt werden, dass die Stimmabgabe für Wähler, die voraussichtlich ‚richtig‘ stimmen, leichter wird, als für sonstige Wähler. Zum Beispiel kann die Dichte der Wahllokale in ‚günstigen‘ Gebieten größer sein als in Gebieten, z. B. oppositionellen, in denen viele unerwünschte Stimmen zu erwarten sind. Damit wird es den Wählern, die eher unliebsam stimmen werden einerseits erschwert, zu einem Wahllokal zu gelangen, und sie müssen dort länger anstehen, bevor sie die Stimme abgeben können. Außerdem können solche Wahllokale mit unzureichenden Stimmzetteln ausgestattet sein, oder kürzere Öffnungszeiten aufweisen.

Einschüchterung
- Nicht genehme Wähler können durch Einschüchterung von der Wahl abgehalten werden, oft durch Androhung körperlicher Gewalt.
- Das Wahlgeheimnis kann de facto aufgehoben werden. Dies geschah beispielsweise in der DDR, wo die Benutzung der Wahlkabinen bereits als Ausdruck des Misstrauens gegenüber der Regierung gewertet wurde und inoffiziell mit Sanktionen bedroht war.

Stimmzettel
- Stimmzettel können manipulativ gestaltet werden. So können die Regierungskandidaten mit den Nationalfarben assoziiert werden oder Fragen können bei Referenden wertend gestellt werden. Zum Beispiel: „Soll zum Wohle der Nation der erfolgreiche Präsident X auf Lebenszeit amtieren?“ Dies ist insbesondere bedeutsam, wenn in Volksabstimmungen über eine konkrete Maßnahme abgestimmt werden soll (siehe: Suggestivfrage).
- Stimmzettel können farblich unterschiedlich gestaltet sein, wie z. B. beim Verfassungsreferendum im Iran im März 1979.

Menschen mit Einschränkungen
- Artikel 29 der UN-Konvention über die Rechte von Menschen mit Behinderungen bestimmt, dass es Menschen mit Behinderungen ermöglicht werden soll, an Wahlen teilzunehmen. Selbst die Diagnose „Demenz“ stellt keinen hinreichenden Grund dar, einen Wahlberechtigten von einer Wahl auszuschließen. Der durch Behinderungen entstehende Bedarf an Hilfestellung durch Dritte eröffnet viele Möglichkeiten des Missbrauchs, indem professionelle Betreuer und Helfer de facto stellvertretend für die Wähler abstimmen können oder indem das Prinzip der Geheimheit der Wahl durch Hilfestellung beim Wahlvorgang aufgehoben wird.

Bei Briefwahlen
- Besteht die Möglichkeit der Briefwahl, können Wahlbetrüger versuchen, Wähler gegen Geld- oder Sachleistungen dazu zu bringen, ihnen ihren (nicht ausgefüllten) Briefwahlstimmzettel zu überlassen. Generell ist es bei Briefwahl technisch schwierig zu kontrollieren, ob der Wähler, dem die Wahlunterlagen zugeordnet werden, höchstpersönlich abgestimmt hat.

### Nach der Wahl
- Parteiische Entscheidung von Wahlleitung, Wahlaufsicht und zuständigen Gerichten über Anträge zu Wahlprüfung und Wahleinsprüchen, Nachzählungen oder Feststellung von Wahlverstößen.

Manipulationen bei der Auszählung der abgegebenen Stimmzettel, der Übermittlung von Teilergebnissen und der Berechnung des Gesamtergebnisses fallen in der Regel unter den Tatbestand der Wahlfälschung.